# Kitchener-eiland
Het Kitchener-eiland, officieel Geziret an-Nabatat (Arabisch: جزيرة النباتات, het planteneiland), is een klein eiland in de Nijl nabij de stad Aswan in het zuiden van Egypte. Op het eiland bevindt zich de Botanische tuin van Aswan. Het eiland is ongeveer 650 meter lang en 115 meter breed en heeft een oppervlakte van 17 feddan (7,14 hectare) die volledig wordt ingenomen door de botanische tuin. Het eiland ligt ten westen van het grotere eiland Elephantine en is daarom vanuit Aswan niet te zien. Het eiland is bereikbar per feloek.

## Geschiedenis
Het eiland is genoemd naar de Britse staatsman en veldmaarschalk Horatio Herbert Kitchener, sinds 1914 Lord Kitchener genoemd. Hij kreeg het eiland in 1899 na de Slag van Karari geschonken voor zijn verdiensten bij het neerslaan van de Mahdi-opstand in Soedan. Het bleef in zijn bezit tot zijn dood in juni 1916.
De beplanting van het eiland gaat terug tot Kitchener, die hier met behulp van het Ministerie van Irrigatie veel exotische bloemen, bomen en andere planten uit India, Afrika en het Verre Oosten liet aanplanten. Zij vormen de basis van de huidige botanische tuin. Later kwam het eiland in handen van de Egyptische regering, die er een biologisch onderzoeksstation vestigde. Tegenwoordig is het eiland een populaire bestemming voor de plaatselijke bevolking en toeristen.

## Afbeeldingen

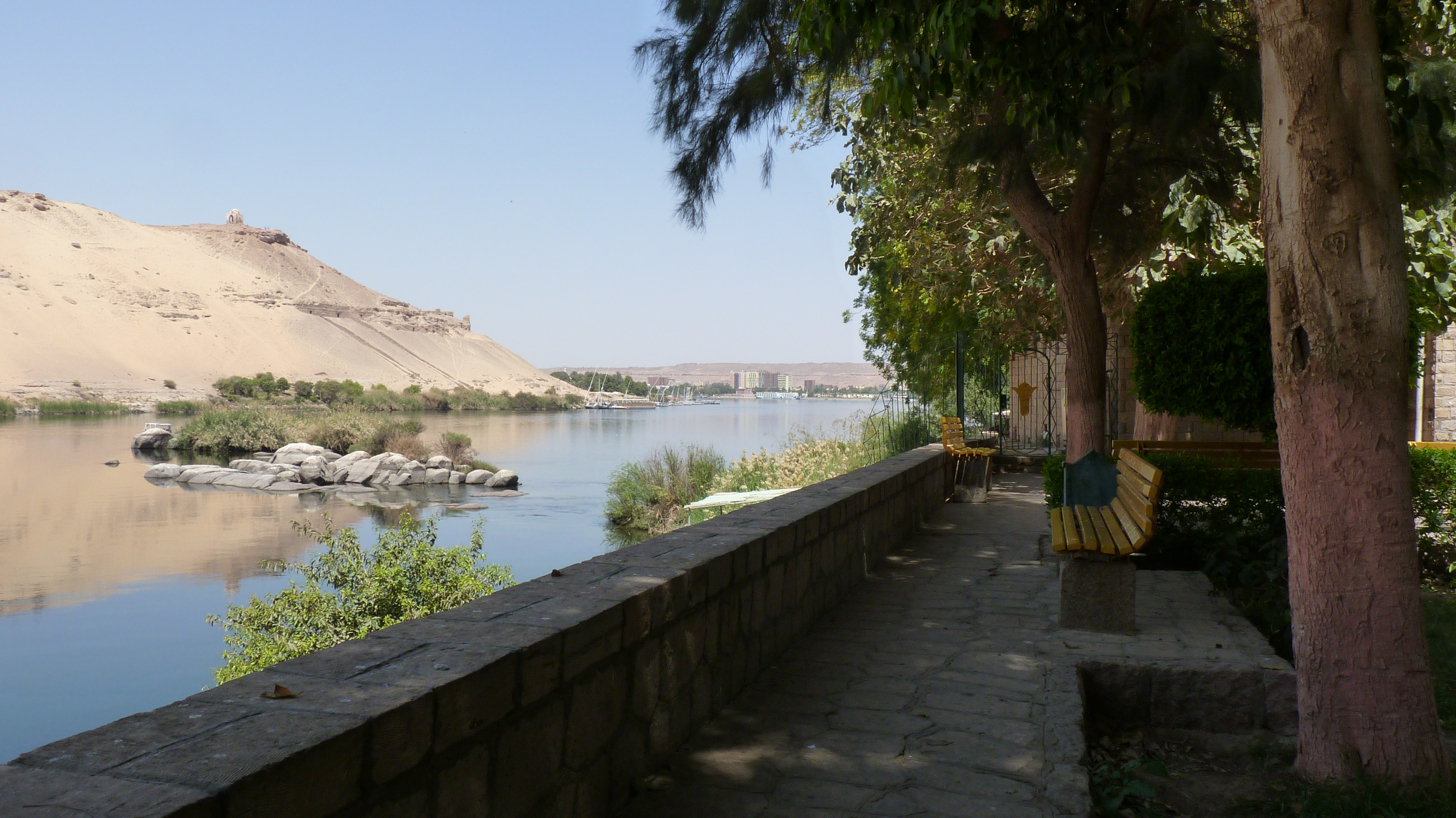
Zicht op de westelijke Nijloever
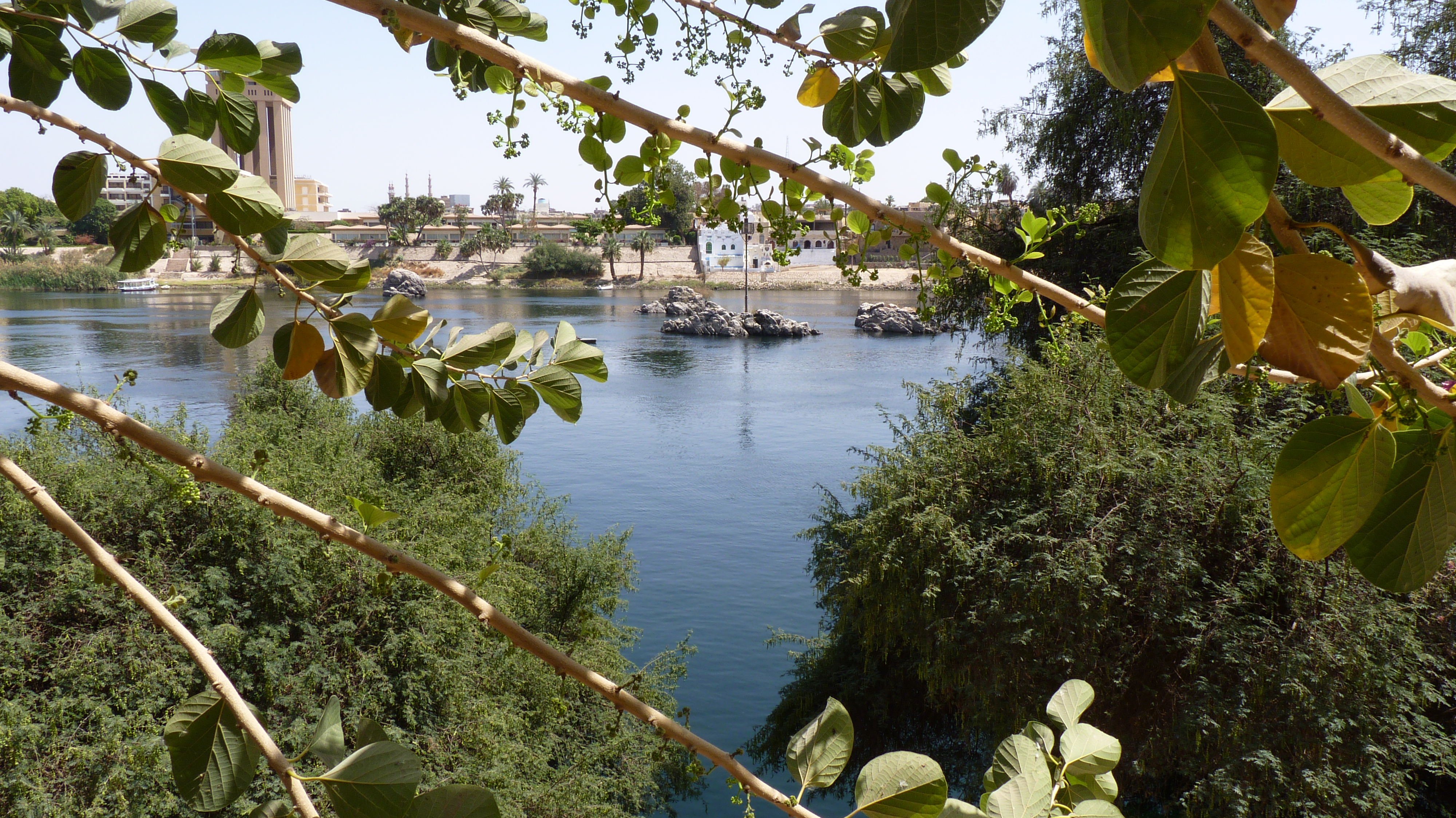
Zicht op het eiland Elephantine
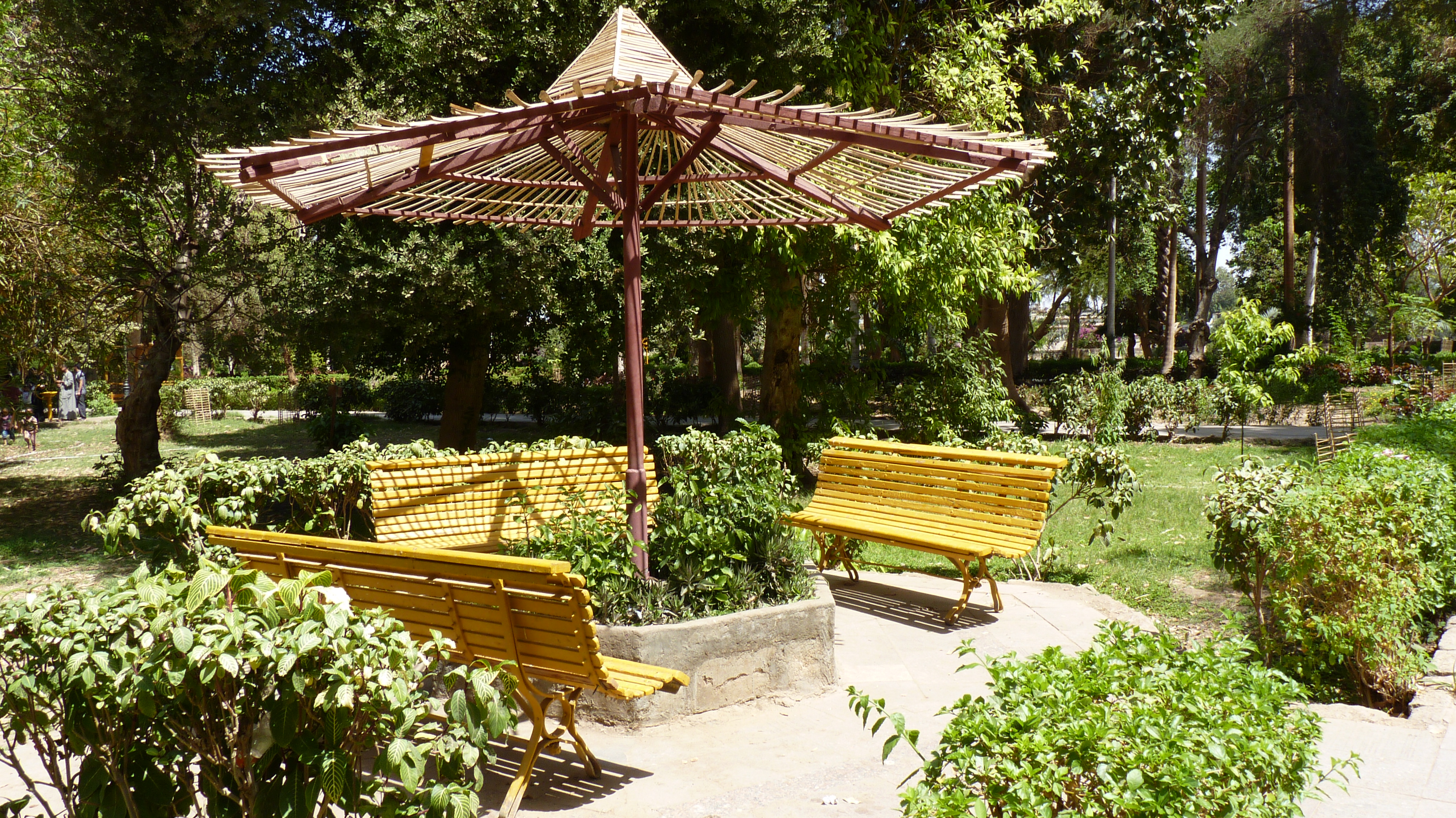
Houten parasol
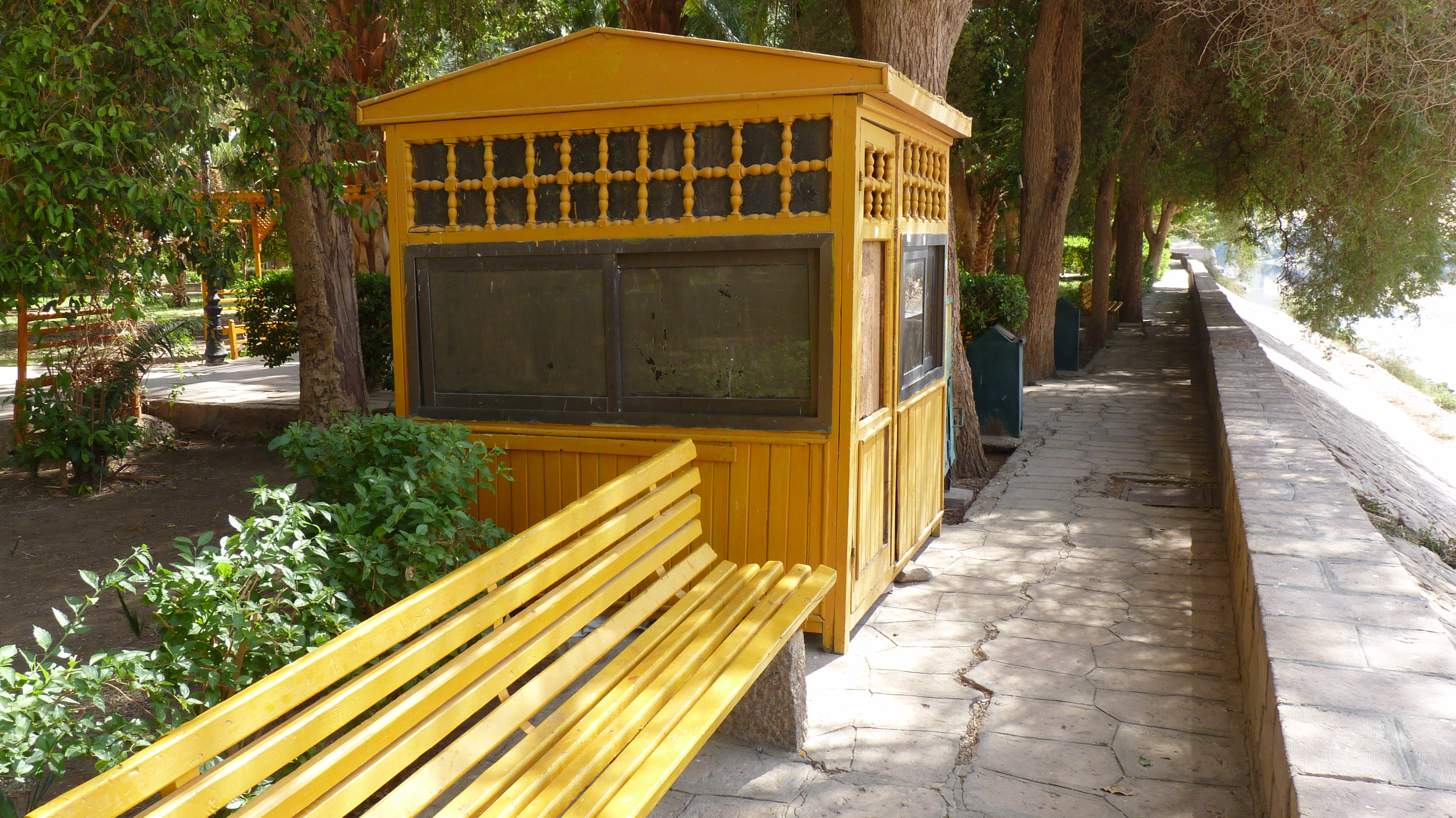
Kiosk met mashrabiya
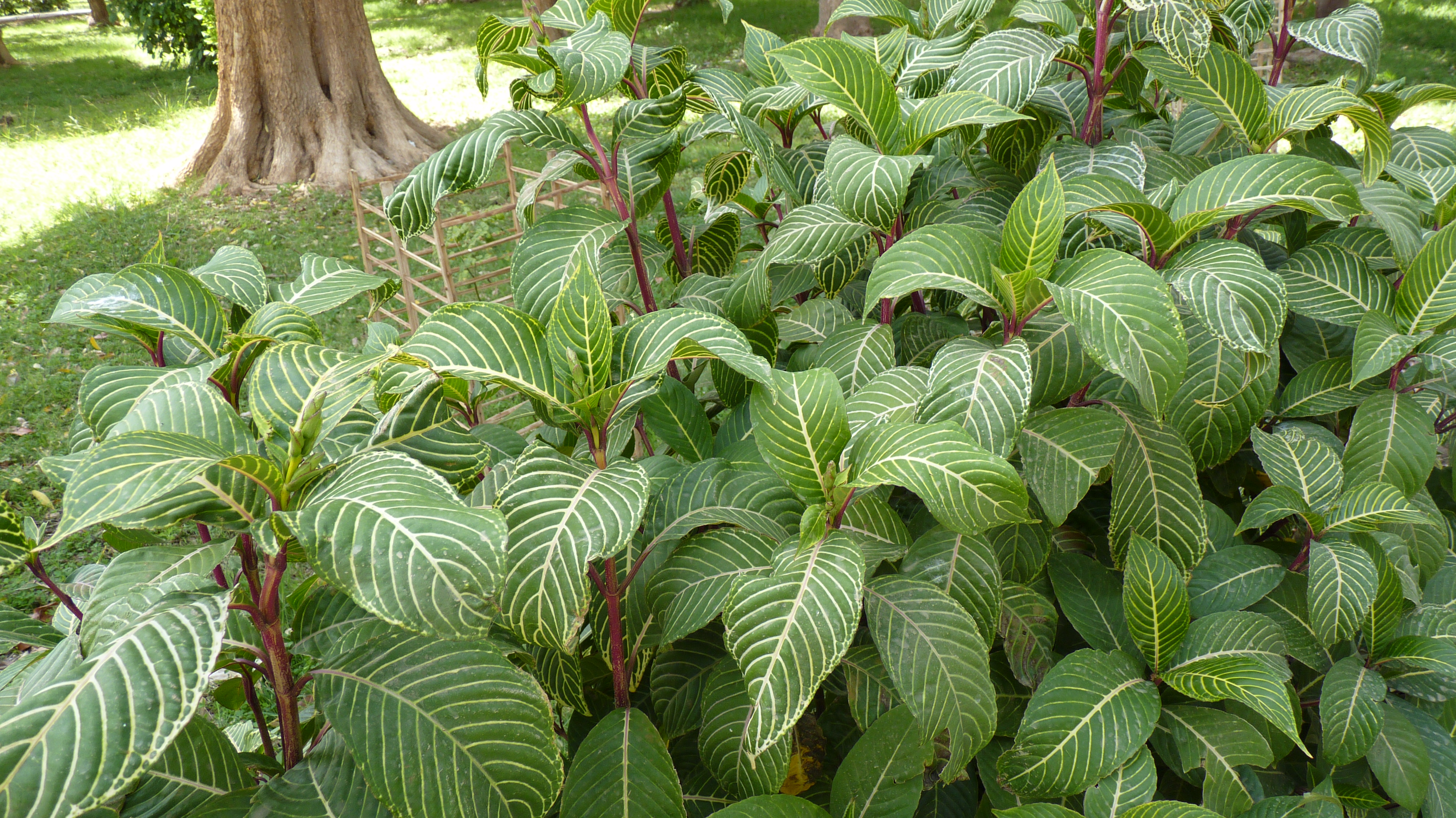
Sanchezia speciosa
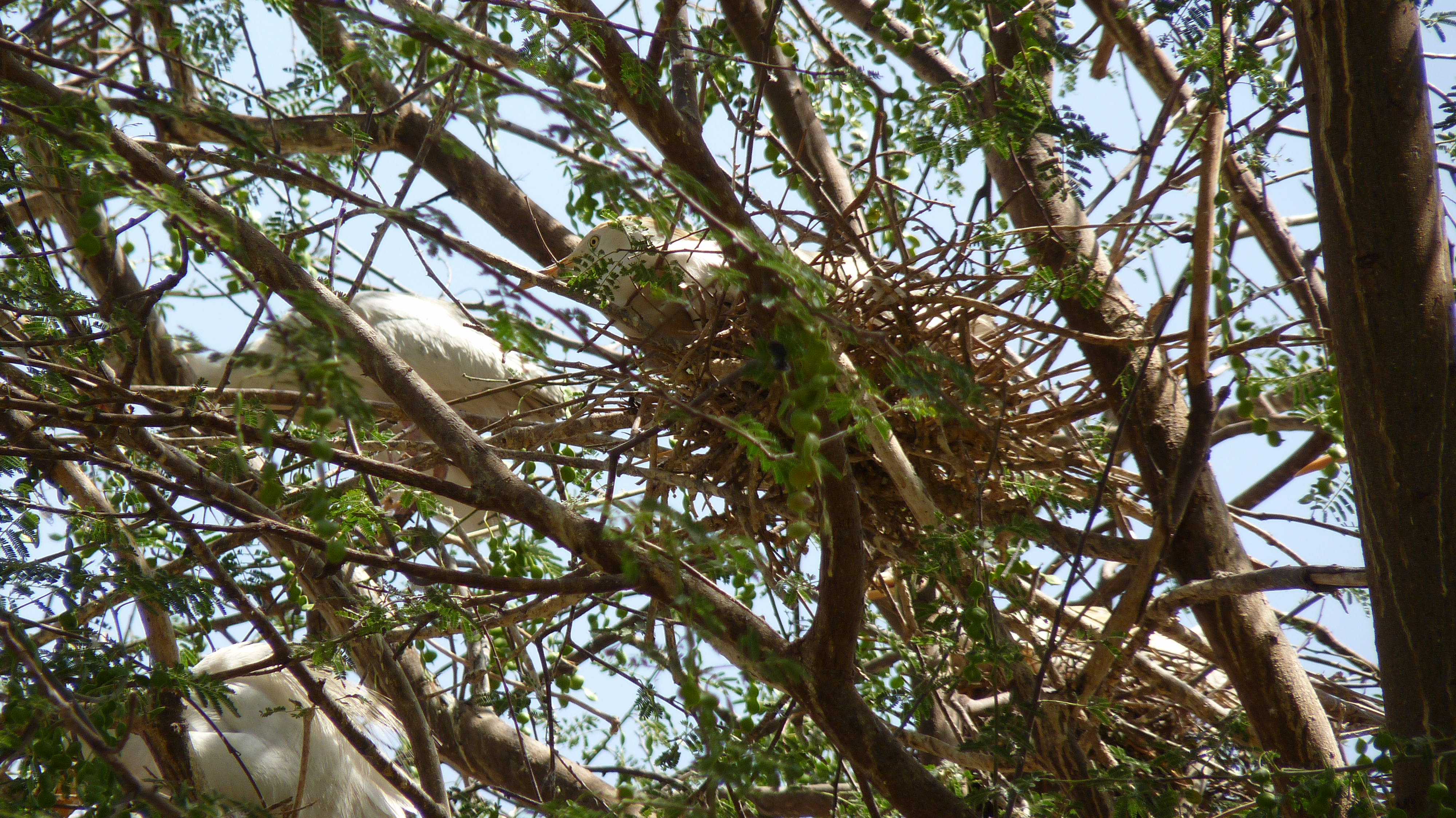
Broedende koereigers (Bubulcus ibis)